# Dylan O'Brien
Dylan O'Brien (født 26. august 1991) er en amerikansk skuespiller, musiker og instruktør, mest kendt for sin hovedrolle som Thomas i Maze Runner-trilogien og for rollen som 'Stiles' Stilinski i MTV-tv-serien Teen Wolf.

## Biografi
Dylan O'Brien blev født i New York City og voksede op i Springfield Township, New Jersey. Som 12-årig flyttede han og familien til Hermosa Beach, Californien. Da han blev 14 år begyndte O'Brien at lægge videoer på sin YouTube-kanal Dis Be My Channel Arkiveret 10. marts 2020 hos  Wayback Machine. Det gjorde, at en lokal producent og instruktør kontaktede ham om at deltage i en webserie, mens han gik på sidste år i high school. Det var meningen, at han efterfølgende skulle på Syracuse University for studere, men han valgte at forfølge en karriere som skuespiller i stedet.

## Karriere
Inden O'Brien blev skuespiller var han aktiv på Youtube og med i bandet "Slow Kids at Play", hvor han spillede trommer.
Han fik sit gennembrud, da han medvirkede som Stiles Stilinski i MTV-serien Teen Wolf. Han havde i første omgang søgt om rollen som Scott McCall, der er hovedpersonen i serien. Men efter at han havde læst manuskriptet søgte han om rollen som Stiles Stilinski. Han fik rollen og begyndte at filme tv-serien i 2010. Han beholdt rollen i alle seks sæsoner af tv-serien.
I 2011 var han med i to film: High Road og The First Time. I The First Time spillede han sammen med Britt Robertson, som han senere dannede par med.
I 2013 medvirkede O'Brien i komediefilmen The Internship, og samme år begyndte han at indspille den første film i Maze Runner-trillogien, hvor han havde hovedrollen som drengen Thomas. Filmen blev udgivet i 2014, og han spillede efterfølgende med i Maze Runner: Infernoet (2015) og Maze Runner: Dødskuren (2018).
I 2016 medvirkede han i katastrofefilmen Deepwater Horizon, der er baseret på olieudslippet fra boreplatformen Deepwater Horizon i 2010.
I 2017 havde han hovedrollen som Mitch Rapp i thrilleren American Assassin, og året efter i 2018 lagde han stemme til Bumblebee i filmen af samme navn. I 2019 medvirkede han i første afsnit af Youtube Premiums antologiserie Weird City.

## Uheld under Maze Runner: Dødskuren
Under optagelserne til Maze Runner: Dødskuren i marts 2016 var O'Brien involveret i et uheld, der gav ham betydelige skader.
O'Brien befandt sig i en sele oven på et køretøj i bevægelse, da han uventet blev trukket af køretøjet og ramt af et andet køretøj. Det gav ham blandt andet en hjernerystelse, ødelagte knogler i ansigtet og alvorlige snitsår. I april 2016 blev det afsløret, at hans skader var alvorlige og værre, end man havde troet, og han ville have brug for mere tid til at komme sig.
Hans uheld gjorde, at han ikke kunne færdiggøre Maze Runner: Dødskuren, og filmen blev derfor udsat til han var rask igen. Uheldet var også medvirkende til, at han ikke havde en hovedrolle i den sidste halvdel af sjette sæson af Teen Wolf.

## Filmografi

### Film
| År   | Titel                              | Rolle          | Note(r)  |
| ---- | ---------------------------------- | -------------- | -------- |
| 2011 | Charlie Brown: Blockhead's Revenge | Charlie Brown  | Kortfilm |
| 2011 | High Road                          | Jimmy          |          |
| 2012 | The First Time                     | Dave Hodgman   |          |
| 2013 | The Internship                     | Stuart Twombly |          |
| 2014 | The Maze Runner                    | Thomas         |          |
| 2015 | Maze Runner: Infernoet             | Thomas         |          |
| 2016 | Deepwater Horizon                  | Caleb Holloway |          |
| 2017 | American Assassin                  | Mitch Rapp     |          |
| 2018 | Maze Runner: Dødskuren             | Thomas         |          |
| 2018 | Bumblebee                          | Bumblebee      |          |
| 2020 | Love and Monsters                  | Joel Dawson    |          |

### Tv-serier
| År        | Titel                        | Rolle                         | Note(r)                |
| --------- | ---------------------------- | ----------------------------- | ---------------------- |
| 2011–2017 | Teen Wolf                    | Mieczyslaw "Stiles" Stilinski | Hovedrolle; 70 afsnit  |
| 2013      | First Dates with Toby Harris | Peter                         | Afsnittet: "Roommates" |
| 2013      | New Girl                     | The Guy                       | Afsnittet: "Virgins"   |
| 2019      | Weird City                   | Stu Maxsome                   | Afsnittet: "The One"   |